# Takahiro Yamada (athlétisme)
Pour les articles homonymes, voir Takahiro Yamada.
Takahiro Yamada (né le 20 avril 1968) est un athlète japonais, spécialiste du lancer du javelot.

## Biographie
Il remporte la médaille d'or du lancer du javelot lors des championnats d'Asie 1987, à Singapour, avec la marque de 72,62 m. 

### Palmarès
| Date | Compétition         | Lieu      | Résultat | Épreuve           | Performance |
| ---- | ------------------- | --------- | -------- | ----------------- | ----------- |
| 1987 | Championnats d'Asie | Singapour | 1er      | Lancer du javelot | 72,62 m     |

### Records
| Épreuve           | Performance | Lieu  | Date              |
| ----------------- | ----------- | ----- | ----------------- |
| Lancer du javelot | 76,30 m     | Tokyo | 10 septembre 1989 |